# Sminthurconus grimaldi
Sminthurconus grimaldi  (лат.) — ископаемый вид скрыточелюстных членистоногих подкласса ногохвостки из семейства Sminthuridae (Sminthurinae). 

## Описание
Обнаружен в бирманском янтаре (типовая серия: Kachin State, на Ledo Road в 105 км от Miyitkama), Мьянма, Юго-Восточная Азия). Меловой период, сеноманский ярус (около 100 млн лет). Длина тела до 0,75 мм. Число омматидиев в глазах: 8+8. Четвёртый членик усиков состоит из 12 субсегментов. Отличается очень крупным вертлугом и коническими структурами интегумента. Вид Sminthurconus grimaldi был впервые описан в 2006 году американскими энтомологами Кеннетом Христиансеном (Kenneth Christiansen) и Полом Насцимбене (Paul Nascimbene) по типовой серии, хранящейся в Американском музее естественной истории (Нью-Йорк) вместе с Propachyotoma conica, Protoisotoma burma, Cretacentomobrya burma, Proisotoma pettersonae и другими новыми ископаемыми видами. Видовое название S. grimaldi дано в честь американского палеоэнтомолога Дэвида Гримальди (США). Таксон Sminthurconus grimaldi близок к родам Sminthuricinus, Grinnellia, Mucrovirga.